# Земляные зайцы
Земляные зайцы, или пятипалые тушканчики (лат. Allactaga), — род грызунов семейства тушканчиковых.

## Описание
Размеры от мелких до наибольших в семействе: длина тела 9—26 см, хвоста 14—30 см. Мордочка несколько укорочена; нос напоминает пятачок. Уши длинные, не образуют в основании трубку. Передние и задние конечности 5-палые (только у четырёхпалого тушканчика на задних конечностях по 4 пальца). I палец на передних и I и V пальцы на задних конечностях укорочены. Кисточка на хвосте хорошо развита. Жировых отложений в хвосте не бывает. Волосяной покров средней высоты, мягкий, густой. Окраска верха тела от песчаной до красновато-коричневой или черноватой. Брюшко беловатое. Хромосом в диплоидном наборе по 48.

## Распространение
Ареал земляных зайцев охватывает северный Египет, север Аравийского п-ова, Малую Азию, Кавказ и Закавказье, юг Европейской части России, северный Иран, Афганистан, Среднюю Азию, Казахстан и далее на восток до Алтая, Монголии и Северного Китая. Земляные зайцы населяют степи, степные участки лесостепи, полупустыни и пустыни; в горы поднимаются до 3 000-3 500 м над уровнем моря. Роют простые временные и постоянные (летние и зимовочные) норы. В постоянных норах гнездовые камеры расположены на глубине 40—60 см. Образ жизни ночной. Продолжительность зимней спячки 1—4 месяцев. Питаются клубнями, луковицами, вегетативными частями растений и семенами. Некоторые виды поедают насекомых. В году, как правило, один помёт, у некоторых видов — 2. Детёнышей в помёте от 2 до 8. В неволе доживают до 4 лет.
Местами земляные зайцы вредят сельскому хозяйству. Являются носителями возбудителей чумы.

## Классификация
- Подрод Allactaga[2]
  - Малый тушканчик (Allactaga elater)
  - Иранский тушканчик (Allactaga firouzi)
  - Тушканчик Хотсона (Allactaga hotsoni)
  - Большой тушканчик (Allactaga major), или земляной заяц[3]
  - Тушканчик Северцова (Allactaga severtzovi)
  - Тушканчик Виноградова (Allactaga vinogradovi)
- Подрод Orientallactaga
  - Южногобийский тушканчик (Allactaga balikunica)[4][5]
  - Гобийский тушканчик (Allactaga bullata)
  - Тушканчик-прыгун (Allactaga sibirica)
- Подрод Paralactaga
  - Евфратский тушканчик (Allactaga euphractica)
- Подрод Scarturus
  - Четырёхпалый тушканчик (Allactaga tetradactyla)